# Oscar Corrochano
Oscar Corrochano (Hanau, 1976. szeptember 6. –) spanyol származású német labdarúgó, középpályás, majd edző.

## Pályafutása
Játékosként a német bajnokság alacsonyabb osztályú csapatainál játszott, majd 30 éves korában edzői pályára állt. Hat évvel később, 2012-ben szerzett UEFA pro licences edzői képesítést, azelőtt az Eintracht Frankfurt korosztályos csapatainál dolgozott. A másodosztályú Regensburg edzője is volt, majd 2016-tól (Bernd Storck akkori magyarországi szövetségi kapitány meghívására) a magyar U18-as labdarúgó-válogatottat irányította.
2017-ben a német Sportfreunde Lotte edzője lett, de 13 nap múltán saját kérésére már fel is bontották a szerződését.